# Fuerza Logística Operativa

Escudo de la Fuerza Logística Operativa.

Guion de la FLO.

La Fuerza Logística Operativa (FLO) fue el órgano de la Fuerza del Ejército de Tierra de España integrado por un conjunto de unidades bajo un mando único, adiestradas y equipadas para prestar apoyo logístico a las unidades en operaciones. Se creó en 2005, con la finalidad de adaptar la antigua asistencia logística regional a las transformaciones orgánicas que había experimentado el Ejército de Tierra desde la década de los ochenta. La sede de su cuartel general se encontraba en el Palacio de Capitanía de La Coruña. Su jefatura la ejercía un general de división o un teniente general.
Las funciones más importantes de la Fuerza Logística Operativa eran:
- Suministrar soporte logístico en territorio español a unidades, centros y organismos del Ejército de Tierra en comentidos de abastecimiento, mantenimiento, transporte y sanidad.
- Facilitar el apoyo logístico requerido por la Fuerza para la consecución de las operaciones.
- Facilitar el apoyo logístico de nación anfitriona (HNS): Asistencia a unidades militares extranjeras desplegadas en España.[1][2]

La FLO estaba integrada por:
- Cuartel General
  - Mando
    - Estado Mayor
    - Jefatura de Asuntos Económicos
    - Centro de Apoyo Logístico a las Operaciones
    - Centro de Seguimiento de la Actividad Logística

  - Órganos de Apoyo al Mando
  - Unidad del Cuartel General
- Brigada Logística (BRILOG)
- Brigada de Sanidad (BRISAN)

Con motivo de la reorganización del Ejército de Tierra de 2020,  según la Orden DEF/708/2020, de 27 de julio que recoge el desarrollo de la organización básica del Ejército de Tierra, publicada en el Boletín Oficial de Defensa número 152 de 2020 , a partir de septiembre de ese año la Fuerza Logística Operativa desaparece como tal. Sus unidades asignadas pasan a depender de la Fuerza Terrestre, con sede en Sevilla, dentro del nuevo Mando de Apoyo a la Maniobra, con sede en La Coruña (antiguo cuartel general de la FLO, precisamente). En concreto, la Brigada de Sanidad pasa a ser Agrupación de Sanidad (AGRUSAN) y se engloba en la Brigada Logística (BRILOG), que queda dentro del Mando de Apoyo a la Maniobra antes mencionado, junto a otras unidades como el Mando de Ingenieros (MING), el Mando de Artillería Antiaérea (MAA), Mando de Artillería de Campaña (MACA) o el Mando de Transmisiones, entre otras unidades.